# 屍戮沼澤
《屍戮沼澤》（英語：Muck）是一部2015年美國超自然恐怖片，由史提夫·瓦許執導、監製和編劇，這同時也是瓦許的導演處女作。主演包括肯恩·哈德、喬絲琳·史威柏格、拉奇蘭·布坎南、蒲佳·莫辛德拉、布萊斯·德瑞波和勞倫·弗朗切斯卡。《屍戮沼澤》是一部透過Kickstarter成功籌資了26萬美元的電影項目。
該片2015年2月26日在花花公子總部大廈進行全球首映，3月13日在美國有限上映；該片也於同年3月17日以隨選視訊（VOD）的方式發行。

## 劇情
故事敘述在聖派翠克節的夜晚，一群年輕男女到鱈魚角遊玩，並任意闖入埋於沼澤的一處古老墓地，使得受到紛擾而甦醒的亡靈將對他們展開一場驚心動魄的血腥大屠殺。

## 演員
- 肯恩·哈德飾演強大的克魯泰爾（Grawesome Crutal）
- 喬絲琳·史威柏格飾演泰拉（Terra）[6]
- 拉奇蘭·布坎南（英语：Lachlan Buchanan）飾演特洛伊特（Troit）
- 蒲佳·莫辛德拉（Puja Mohindra）飾演金迪（Chandi）
- 布萊斯·德瑞波（Bryce Draper）飾演諾亞（Noah）
- 勞倫·弗朗切斯卡飾演米婭（Mia）
- 史蒂芬妮·丹尼爾森（Stephanie Danielson）飾演凱莉（Kylie）
- 勞拉·雅各（Laura Jacobs）飾演德希瑞（Desiree）
- 吉雅·斯科娃（英语：Gia Skova）飾演維多莉亞·哥加（Victoria Cougar）
- 奧德拉·范·赫斯（Audra Van Hees）飾演2013年鱈魚角小姐
- 艾許莉·葛林·伊莉莎白（Ashley Green Elizabeth）飾演2012年鱈魚角小姐
- 維多莉亞·蘇菲亞（Victoria Sophia）飾演蒂德（Dedee）
- 勒伊拉·奈特（Leila Knight）飾演凱蒂（Kitty）
- 維多莉亞·梅因克（Victoria Meincke）飾演米莎（Messa）

## 反響
《屍戮沼澤》獲得了觀眾和影評人的普遍負評，但仍有片商的發行。一名影評人說：錨灣娛樂「不顧反對」的發行了這部片。該片在爛番茄網站上，僅獲得了0%的新鮮度。此外，作為一部受到高度期待和廣泛評價的獨立恐怖片，《洛杉磯時報》和《村聲》的影評人分別將該片評為「血腥噁心」與「驚嚇檔案」。
儘管影評人們普遍認為《屍戮沼澤》對於赤裸裸的性畫面是「倒退回老派的恐怖」，但有些影評人認為《屍戮沼澤》的性吸引力讓人分心。此外，一些負面評論中則讚賞了《屍戮沼澤》的視覺和攝影。有些人認為在《屍戮沼澤》中穿著暴露的角色是個看點，Ain't It Cool News網站認為，片中穿著曝露的美女是該片少數的優點。

## 續集
《屍戮沼澤》發行後，史提夫·瓦許打算推出續集並發展成三部曲，下一部電影《Muck: Chapter 1》為《屍戮沼澤》的前傳。肯恩·哈德、喬絲琳·史威柏格、布萊斯·德瑞波、勞拉·雅各和史蒂芬妮·丹尼爾森都將回歸演出，而新加入的演員則包括肯尼迪·薩默斯、喬丹·卡佛和查萊·利森特·布蘭南。

## 外部連結
- 官方网站
- 互联网电影数据库（IMDb）上《屍戮沼澤》的资料（英文）